# Soft launch
Un soft launch (littéralement « lancement doux ») est la sortie en avance d'un produit auprès d'un public restreint. Il peut être mis en place pour obtenir des retours du public avant la sortie officielle ou encore tester l'intérêt pour le produit. Il peut aussi servir à attester de sa fonctionnalité.
Le terme est utilisé pour le lancement de sites web, de logiciels ou encore de solution informatique.
Il est également très utilisé dans l'univers des jeux vidéo mobiles. Il est courant qu'un titre distribué en téléchargement sorte tout d'abord dans un nombre limité de pays. Dans le cas des freemiums, cela permet entre autres de tester l'économie du jeu,,.